# 79街車站 (BMT西城線)
79街車站（英語：79th Street station）是紐約地鐵BMT西城線一個慢車地鐵站，位於本森赫斯特79街及新烏得勒支大道交界，設有D線（任何時候停站）列車服務。

## 車站結構
| P 月台層 | 側式月台 | 側式月台                           |
| P 月台層 | 北行慢車 | ← 往諾伍德-205街 (71街)            |
| P 月台層 | 尖峰快車 | → 無定期服務                       |
| P 月台層 | 南行慢車 | → 往康尼島-斯提威爾大道 (18大道) → |
| P 月台層 | 側式月台 |                                    |
| M        | 夾層     | 閘機、出入口、MetroCard自動售票機  |
| G        | 街道層   | 出入口                             |

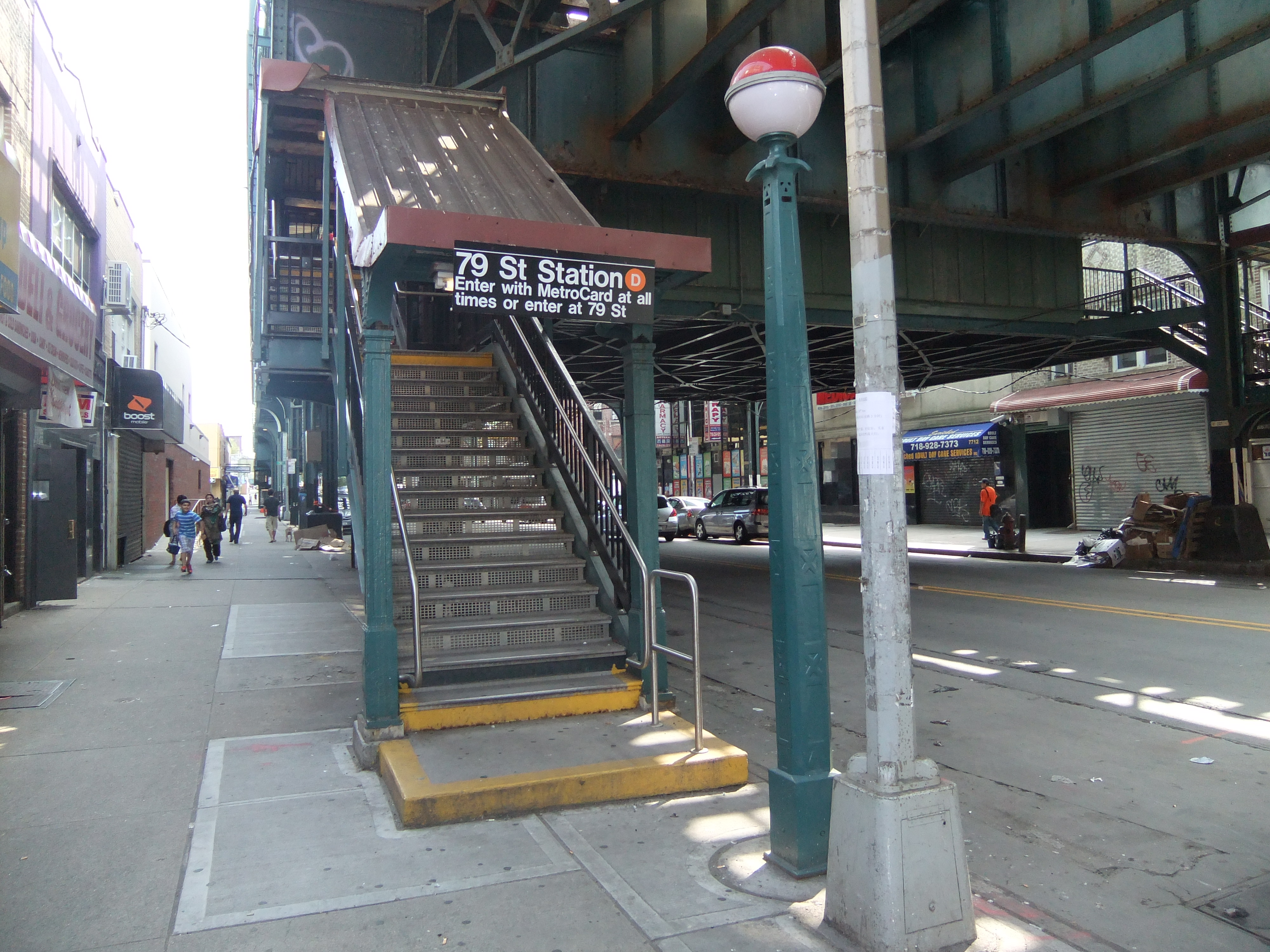
東街樓梯

高架車站在1916年9月15日，設有兩個側式月台和三條軌道。中央軌道不使用。

## 外部連結

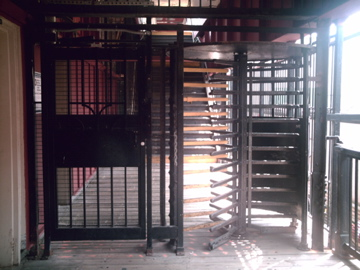
舊只限出口轉棍閘機

- nycsubway.org—BMT West End Line: 79th Street
- Station Reporter — D Train
- 79th Street entrance from Google Maps Street View（页面存档备份，存于）
- 77th Street entrance from Google Maps Street View（页面存档备份，存于）
- Platforms from Google Maps Street View